# Lovefoxxx
Luísa Hanaê Matsushita, dite Lovefoxxx, est une chanteuse brésilienne, née le 25 février 1984 à Campinas. Elle est la leader du groupe électro-rock Cansei de Ser Sexy.

## Biographie
Lovefoxxx est originaire de Campinas au Brésil. Elle est d'origine allemande, portugaise et japonaise. Depuis l'âge de 16 ans, elle a été illustratrice et assistante styliste. Cependant, au cours de ces dernières années, elle a laissé de côté son métier pour se consacrer à sa carrière musicale. Lovefoxxx est donc à présent la chanteuse et leader du groupe Cansei de Ser Sexy.

## Autres projets
En plus de son groupe, elle a également collaboré à divers projets. C'est ainsi qu'on la retrouve sur le morceau A Volta du groupe N.A.S.A., en compagnie d'Amanda Blank et de Sizzla. Elle chante également sur le titre Nightcall de Kavinsky, morceau qui apparait dans le film Drive.
Lovefoxxx a récemment collaboré avec la marque brésilienne Melissa pour laquelle elle a créé un modèle de chaussures.

## Vie personnelle

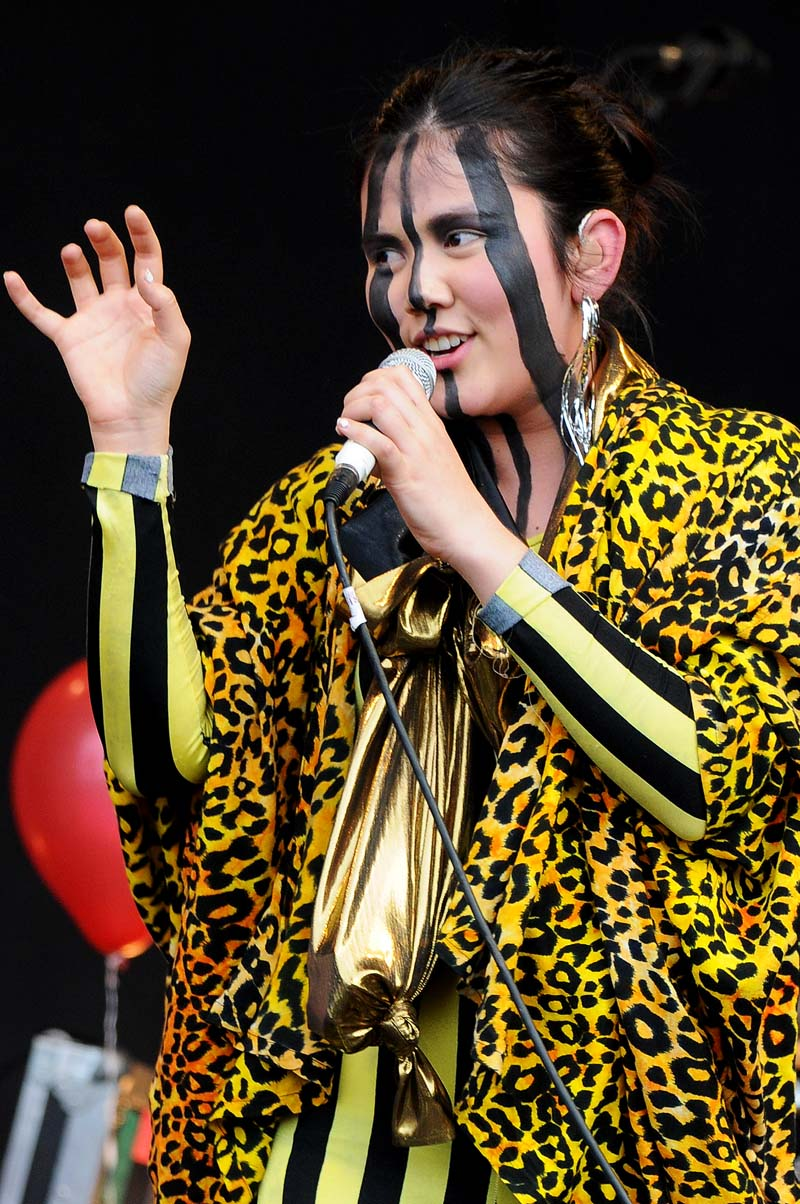
Lovefoxxx au Rise Festival en 2008

Lovefoxxx a été en couple avec le guitariste des Klaxons, Simon Taylor-Davis. Selon une interview pour le magazine Elle au Royaume-Uni, ils sont en couple depuis le deuxième jour de la tournée NME Indie Rave tour où leurs groupes respectifs étaient à l'affiche. Le 21 septembre 2007, il a été annoncé qu'ils s'étaient fiancés, et Lovefoxxx a annoncé plus tard qu'ils se marieraient à l'hiver 2007. Ils sont depuis séparés.

## Collaborations
- 2008 : I Love to Hurt (You Love to Be Hurt) de Primal Scream
- 2009 : A Volta feat. Sizzla et Amanda Blank de N.A.S.A.
- 2010 : Spoiled Boy de 80kidz
- 2010 : Nightcall de Kavinsky
- 2011 : L.O.V.E. Banana de João Brasil
- 2012 : Heartbreaker de Steve Aoki